# Stenodynerus proquinquus
Stenodynerus proquinquus är en stekelart som först beskrevs av Henri Saussure 1870.  Stenodynerus proquinquus ingår i släktet smalgetingar, och familjen Eumenidae. Inga underarter finns listade i Catalogue of Life.